# ヤング・フォーエバー -Young Forever-
「ヤング・フォーエバー -Young Forever-」は、佐野元春41作目のシングルで、THE HOBO KING BAND featuring 佐野元春として、1997年11月1日に、Epic/Sony Records / M's Factoryから発売された。

## 概要
前作「ヤァ! ソウルボーイ」から1年半振りとなるシングルで、1992年にリリースされた「彼女の隣人/レインボー・イン・マイ・ソウル」以来、5年振りに8cmCDシングルとして発売された。
カップリング曲の「フリーダム -Freedom-」は、日本テレビ系で放送されたバラエティー番組『とんねるずの生でダラダラいかせて!!』で結成された3人組バンドのANDY'S（アンディーズ）に提供した楽曲のセルフカバー。

## 収録曲
- 全作曲・編曲：佐野元春

1. ヤング・フォーエバー -Young Forever-
作詞：佐野元春
2. フリーダム -Freedom-
作詞：ANDY, SHOW, JOSE, MOTO